# In Vivo (музичка група)
In Vivo је српска музичка група коју чине Игор Маљукановић и Невен Живанчевић. Бенд постоји од фебруара 2007. године, а оно што је на неки начин разликовало ову групу од остатка естраде је начин на који су дошли до своје публике. Наиме, музички сајт www.folkoteka.com, који води Златко Тахировић, први је стао иза овог младог дуета.

## Биографија
- Невен Живанчевић — рођен 30. 6. 1985. године. Одрастао на Бањици где је завршио Основну школу „Бора Станковић“. Занимљиво је да је кошарку тренирао са Марком Кешељом, ватерполо са Филипом Филиповићем и Слободаном Никићем, а ишао у исту школу са Новаком Ђоковићем. Од малих ногу је показивао љубав према цртању и пратећи братове стопе уписао средњу дизајнерску школу у Београду. У тим средњошколским данима се јавила љубав према музици. Почиње да ради хип хоп музику и тада настају његови први текстови. Ступа у контакт са школским другом Игором и тада настаје идеја о оснивању групе, која је касније прерасла у пројекат In Vivo. Након средње школе, уписује Високу школу примењених уметности где као дипломски рад узима визуелни идентитет састава In Vivo. Његова девојка Невена настрадала је у саобраћајној несрећи када је усмртио кошаркаш Кимани Френд.[2] Њој је посвећена песма "Живот уназад".
- Игор Маљукановић — рођен 6. 9. 1985. године.[3] Одрастао је на Бањици где је завршио Основну школу „Бора Станковић“. Као млад се опробао у спортовима као што су кошарка, пливање, ватерполо... Показивао је таленат за музику још од малих ногу па је завршио и Основну музичку школу Мокрањац у Београду. Завршио је средњу железничку школу, смер телекомуникације. Управо у периоду средње школе јавља му се и жеља за стварањем музичким и компоновањем, па након обновљеног контакта са школским другом Невеном, настаје дует In Vivo. Уписао је информатику, али је након завршене прве године схватио да је музика његов животни пут па прелази на БК академију, смер музичка продукција. Има млађег брата Ивана који је завршио студије социологије.

## Историјат
Почеци групе In Vivo су везани за песму Ту, ту, ту који су издали пре првог појављивања у јавности. Уз помоћ сајта www.folkoteka.com успели су да испромовишу песму која је већ те године постала хит. Тада су направили спот за песму који је изгледао као краткометражни филм. Интернет сајт их је прославио и само након неколико месеци изласка песме Ту, ту, ту снимили су песму Ниједна сад. Након тога излази и њихов трећи сингл под називом Наркоман. Овим синглом су се представили на фестивалу у Врњачкој Бањи, где су имали несвакидашњи сценско кореографски наступ и где су још једном својој публици приредили нешто неочекивано. У децембру 2009. године добијају прву награду за најбољу дебитантску групу, који им је додељена у Бечу по избору дијаспоре. Сву музику и мелодије за дует In Vivo ради Игор Маљукановић, а све текстове пише Невен Живанчевић. Око аранжмана се увек заједно договарају.

## Дискографија

### Студијски албуми
- Партиманијак (2011)
- Марс и Венера  - ЕП (2019)

### Познате песме
- Ту, ту, ту
- Ниједна сад
- Наркоман
- Комшиница
- Ролеркостер
- Девица
- Партиманијак
- Цуца
- Моје лето
- Живот уназад
- Мени је добро
- Ружа
- Газда
- Марина
- Сад кад нема нас
- Заувек млади
- Ремек дело
- Порука
- Она воли фудбалере
- Акцент
- Краљица матуре
- Последњи боем

Дуети и сарадње
- Партиманијак (2011)[4] са Дадом Полументом
- Девица (2011) са Митром Мирићем
- Моје лето (2012) са Бојантом
- Ружа (2013) са Ем-си Јанком
- Мени је добро (2013) са Ђомла и Маркони
- Када ноћу сузе те пробуде (2015) са Генерацијом 5
- Најлепше се смеју тужни (2015) са Иван Једини
- Ферари (2015) са Еврокрем барабе
- Оне воле фудбалере (2016) са Леоном
- Порука (2016) са  Леоном и Ди-џеј Тазом
- Гледај мене (2017) са Ди-џеј Тазом и Теодором Џехверовић
- Кулира (2017) са Теодором Џехверовић
- Дерби (2018) са Цвијом
- Дивљи снови (2018) са Елмом Синановић
- Емирати (2018) са Ди-џеј Матеом
- Марс и венера (2019) са Даном Барбаром
- Папи(2019) са Иваном Икс
- Бенц (2019) са Матијом Десоле
- Каиро (2020) са Теодором Џехверовић
- Гагарин (2020) са Томом Миловановићем  и Сергејом Пајићем
- Лили (2021) са Ђогани
- Ало ало (2022) са Нином Тодоровић
- Бенг бенг (2024) са Емом Радујко
- Багатела (2024) са Леоном

## Рад за друге извођаче
Поред своје групе Игор и Невен су компоновали музику и писали текстове за следеће песме: Вендета (Весна Вукелић Венди), Сачекуша (Јелена Вучковић), Црни витез, Кристијан Греј (Теодора Џехверовић), Чоколада (Анна Лазаревић), Талија (Матеја Вукашиновић), Успаванка (Сергеј Пајић), Натали и Диор (Давид Радосављевић), Кристијано, Мама миа (Дриа), Нисам њен (Тома Миловановић), Сунчаница (Ивана Икс), Мерцедес (Тамара Драгић). Абу Даби (Цвија), Роспија (Балкан Парти Бенд), Шљива (Балкан Парти Бенд) и друге.

## Видеографија
| Спот                        | Година | Режисер                 |
| --------------------------- | ------ | ----------------------- |
| Ту, ту, ту                  | 2007   | Немања Живанчевић       |
| Ниједна сад                 | 2010   | Немања Живанчевић       |
| Девица                      | 2011   | Немања Живанчевић       |
| Партиманијак                | 2011   | Visual Fever            |
| Цуца                        | 2011   | —                       |
| Моје лето                   | 2012   | Visual Fever            |
| Живот уназад                | 2013   | Visual Fever            |
| Мени је добро               | 2013   | Visual Fever            |
| Ружа                        | 2013   | Visual Fever            |
| Газда                       | 2014   | ДМ САТ видео продукција |
| Марина                      | 2014   | Visual Fever            |
| Сад кад нема нас            | 2015   | Visual Fever            |
| Заувек млади                | 2015   | Visual Fever            |
| Ремек дело                  | 2015   | Visual Fever            |
| Порука                      | 2016   | Visual Fever            |
| Она воли фудбалере          | 2016   | Андреј Илић             |
| Акцент                      | 2016   | Visual Fever            |
| Краљица матуре              | 2016   | Visual Fever            |
| Гледај мене                 | 2017   | Visual Fever            |
| У петак                     | 2017   | Visual Fever            |
| Кулира                      | 2017   | Visual Fever            |
| Јун и Јул                   | 2017   | Visual Fever            |
| Султанија                   | 2018   | Visual Fever            |
| Кока Кола                   | 2018   | Visual Fever            |
| Емирати                     | 2018   | Visual Fever            |
| Дерби                       | 2018   | Аљоша Николић           |
| Дивљи снови                 | 2018   | Visual Fever            |
| Benz                        | 2019   | Visual Fever            |
| Carpe Diem                  | 2019   | Невен Живанчевић        |
| Слатко грожђе               | 2019   | Visual Fever            |
| Каиро                       | 2019   | Давид Љубеновић         |
| Каква штета                 | 2019   | Невен Живанчевић        |
| Марс и Венера               | 2019   | Невен Живанчевић        |
| Музика за секс              | 2019   | Невен Живанчевић        |
| Џентлмен                    | 2019   | Невен Живанчевић        |
| Ferrero                     | 2020   | Бојан Андрејек          |
| Очи боје дуге               | 2020   |                         |
| Kylie                       | 2020   | Visual Fever            |
| Шећер и со                  | 2020   | Бојан Андрејек          |
| Lili                        | 2021   | Марко Тодоровић         |
| Charlie                     | 2021   | Марко Тодоровић         |
| Нимфо                       | 2024   | Visual Fever            |
| Бенг бенг ( са Ема Радујко) | 2024   | Марко Тодоровић         |